# Midwintertears/Angina
Midwintertears/Angina è una compilation della gothic metal band Tristania, pubblicata il 24 aprile 2001.

## Album
L'album contiene sette tracce: le prime quattro provengono dall'EP Tristania, mentre le ultime tre dal singolo Angina, pubblicato il 10 maggio 1999 per lanciare l'album Beyond the Veil. L'ultima traccia è l'inedito Saturnine, e costituisce l'ultimo lavoro dei Tristania col fondatore, chitarrista e cantante Morten Veland.
In questa compilation non compare il cantante Østen Bergøy.

## Tracce
1. Sirene (Veland, Moen) - 3:22
2. Midwintertears (Veland, Moen) - 8:30
3. Pale Enchantress (Veland, Moen) - 6:29
4. Cease to Exist (Veland, Moen) - 9:16
5. Angina (Single Edit) (Veland) - 4:19
6. Opus Relinque (Radio Edit) (Moen, Hidle) - 5:02
7. Saturnine (Veland, Moen) - 2:03

## Formazione
- Vibeke Stene – voce femminile
- Anders Høvyvik Hidle – chitarra solista, cori
- Morten Veland – chitarra ritmica, voce death
- Einar Moen – tastiere, programmazione
- Rune Østerhus – basso
- Kenneth Ølsson – batteria, cori

### Collaborazioni
- Pete Johansen – violino in Angina (Single Edit)